# Krzysztof Penderecki
Krzysztof Eugeniusz Penderecki, poljski skladatelj, dirigent in akademik, * 23. november 1933, Dębica, † 29. marec 2020, Krakov.
Poleg Witolda Lutosławskega je tudi Penderecki pionir poljske modernistične šole, ki je svojo skladateljsko pot začrtal z raziskovanjem novih izraznih možnosti inštrumentov in človeškega glasu. Med njegovimi najbolj znanimi deli sta Žalostinka žrtvam Hirošime in Pasijon po Luki, ki so ga leta 1995 izvedli pod skladateljevim vodstvom tudi v Ljubljani.